# Roman Sharonov
Roman Sergeyevich Sharonov - em russo, Роман Сергеевич Шаронов (Moscou, 8 de setembro de 1976) - é um ex-futebolista profissional russo, que atuava como lateral direito,

## Carreira
Integrou a Seleção Russa de Futebol na Eurocopa de 2004 e 2012.